# Семінол (Флорида)
Семінол (англ. Seminole) — місто (англ. city) в США, в окрузі Пінеллас штату Флорида. Населення — 19 364 особи (2020).

## Географія
Семінол розташований за координатами 27°50′33″ пн. ш. 82°47′4″ зх. д. / 27.84250° пн. ш. 82.78444° зх. д. (27.842568, -82.784511).  За даними Бюро перепису населення США в 2010 році місто мало площу 14,60 км², з яких 13,20 км² — суходіл та 1,40 км² — водойми.

## Демографія
Згідно з переписом 2010 року, у місті мешкали 17 233 особи в 8552 домогосподарствах у складі 4448 родин. Густота населення становила 1181 особа/км².  Було 10344 помешкання (709/км²).
Расовий склад населення:
| - 93,9 % — білих - 2,3 % — азіатів - 1,4 % — чорних або афроамериканців - 0,3 % — корінних американців |

До двох чи більше рас належало 1,3 %. Частка іспаномовних становила 4,4 % від усіх жителів.
За віковим діапазоном населення розподілялося таким чином: 14,3 % — особи молодші 18 років, 54,0 % — особи у віці 18—64 років, 31,7 % — особи у віці 65 років та старші. Медіана віку мешканця становила 53,5 року. На 100 осіб жіночої статі у місті припадало 82,9 чоловіків;  на 100 жінок у віці від 18 років та старших — 80,8 чоловіків також старших 18 років.
Середній дохід на одне домашнє господарство  становив 69 983 долари США (медіана — 46 408), а середній дохід на одну сім'ю — 92 731 долар (медіана — 67 206). Медіана доходів становила 53 444 долари для чоловіків та 36 547 доларів для жінок. За межею бідності перебувало 10,7 % осіб, у тому числі 8,6 % дітей у віці до 18 років та 11,5 % осіб у віці 65 років та старших.
Цивільне працевлаштоване населення становило 7039 осіб. Основні галузі зайнятості: освіта, охорона здоров'я та соціальна допомога — 25,5 %, роздрібна торгівля — 16,6 %, мистецтво, розваги та відпочинок — 11,7 %, науковці, спеціалісти, менеджери — 11,4 %.